# Lars-Erik Jonsson
Lars-Erik Jonsson, född den 14 december 1959, död den 2 maj 2006 i Göteborg i Sverige, var en svensk operasångare (tenor).
Jonsson debuterade som operasångare på Drottningsholmsteatern 1994. Han var därefter engagerad i huvudroller vid bland annat Kungliga Operan i Stockholm, GöteborgsOperan, Malmö Opera, på Kungliga Teatern i Köpenhamn samt operahusen i Berlin och Frankfurt. Bland hans roller i populära operor fanns Canio i Pajazzo och Don José i Carmen. 1999 tilldelades han Tidskriften Operas pris.